# Associazione Calcio Lumezzane 1994-1995
Questa pagina raccoglie le informazioni riguardanti l'Associazione Calcio Lumezzane nelle competizioni ufficiali della stagione 1994-1995.

## Stagione
Nella stagione 1994-95 il Lumezzane nella sua seconda stagione tra i professionisti, ha disputato il girone A del campionato di Serie C2, con 57 punti in classifica ha ottenuto il secondo posto, alle spalle del Brescello che ha dominato il torneo con 70 punti ed è stato promosso direttamente in Serie C1, la seconda promossa è stata il Saronno che ha vinto i playoff. Primo posto del Brescello mai in discussione, ma due terribili matricole, Saronno e Lumezzane hanno smentito tutti i pronostici, e si sono giocate la finale playoff, vinta dal Saronno. Novara, Pro Vercelli, Legnano e Lecco, le grandi favorite della vigilia sono rimaste a guardare, il Lecco primo a metà campionato è crollato in primavera. Allenata da Giovanni Trainini la squadra valgobbina ha disputato un ottimo torneo, settima con 24 punti al termine del girone di andata, ha dato il meglio nel ritorno, dove ha raccolto 33 punti, quattro lunghezze in meno dietro all'inarrestabile Brescello. Nelle semifinali dei playoff i rossoblù hanno eliminato la Pro Vercelli, mentre nella finale giocata a Palazzolo sull'Oglio il 25 giugno 1995 ha perso (3-2) contro il Saronno. Nella Coppa Italia di Serie C il Lumezzane nel primo turno ha superato il Trento, nel secondo turno ha eliminato il Cremapergo, nel terzo turno è uscito dal torneo per mano del Carpi.

## Rosa
| N. |                   | Ruolo | Calciatore        |
| -- | ----------------- | ----- | ----------------- |
|    | Italia (bandiera) | D     | Emilio Abeni      |
|    | Italia (bandiera) | P     | Luca Alidori      |
|    | Italia (bandiera) | D     | Giorgio Ballini   |
|    | Italia (bandiera) | D     | Manuel Belleri    |
|    | Italia (bandiera) | D     | Mauro Bertoni     |
|    | Italia (bandiera) | C     | Paolo Bolpagni    |
|    | Italia (bandiera) | P     | Claudio Bressan   |
|    | Italia (bandiera) | A     | Claudio D'Onofrio |
|    | Italia (bandiera) | C     | Francesco Faini   |
|    | Italia (bandiera) | A     | Manolo Gennari    |

| N. |                   | Ruolo | Calciatore         |
| -- | ----------------- | ----- | ------------------ |
|    | Italia (bandiera) | C     | Alessandro Imberti |
|    | Italia (bandiera) | D     | Roberto Inverardi  |
|    | Italia (bandiera) | C     | Davide Onorini     |
|    | Italia (bandiera) | C     | Ulisse Paleni      |
|    | Italia (bandiera) | A     | Stefano Preti      |
|    | Italia (bandiera) | A     | Claudio Salvi      |
|    | Italia (bandiera) | C     | Michele Sella      |
|    | Italia (bandiera) | A     | Damiano Sonzogni   |
|    | Italia (bandiera) | A     | Diego Zanin        |
|    | Italia (bandiera) | D     | Claudio Zola       |

## Risultati

### Campionato

#### Girone di andata
| Cento 4 settembre 1994 1ª giornata | Centese                               | 0 – 0 | Lumezzane | Stadio Loris Bulgarelli\| Arbitro: \| Di Gaspare (San Benedetto del Tronto) \| |
| Arbitro:                           | Di Gaspare (San Benedetto del Tronto) |       |           |                                                                                |

| Arbitro: | Zaltron (Bassano del Grappa) |

|           |           |  |
| Zanin 68’ | Marcatori |  |

| Arbitro: | Gabriele (Frosinone) |

|  |           |          |
|  | Marcatori | 8’ Abeni |

| Arbitro: | Perissinotto (Venezia) |

|                            |           |  |
| Zanin 53’ Salvi 70’ (rig.) | Marcatori |  |

| Varese 2 ottobre 1994 5ª giornata | Varese                | 0 – 0 | Lumezzane | Stadio Franco Ossola\| Arbitro: \| Linfatici (Viareggio) \| |
| Arbitro:                          | Linfatici (Viareggio) |       |           |                                                             |

| Arbitro: | D'Errico (Frattamaggiore) |

|  |           |                       |
|  | Marcatori | 87’ (rig.) Bertolotti |

| Arbitro: | Amorico (Foggia) |

|                                 |           |                 |
| Comiti 2’ Borgobello 31’ (rig.) | Marcatori | 6’ (rig.) Salvi |

| Lumezzane 23 ottobre 1994 8ª giornata | Lumezzane      | 0 – 0 | Olbia | Nuovo Stadio Comunale\| Arbitro: \| Borelli (Roma) \| |
| Arbitro:                              | Borelli (Roma) |       |       |                                                       |

| Arbitro: | Cardella (Torre del Greco) |

|  |           |                          |
|  | Marcatori | 77’ Cortesi 90’ Giaretta |

| Arbitro: | Castellani (Verona) |

|                         |           |                     |
| Danelutti 71’ Lenta 86’ | Marcatori | 26’ Abeni 62’ Zanin |

| Arbitro: | Tullio (Avezzano) |

|           |           |                      |
| Salvi 66’ | Marcatori | 82’ (rig.) Menegatti |

| Arbitro: | Silvestrini (Macerata) |

|                                                |           |                  |
| Rossini 48’ Cagliani 67’ Calamita 90+1’ (rig.) | Marcatori | 15’ (rig.) Salvi |

| Arbitro: | Rigolon (Trento) |

|                          |           |                         |
| Salvi 37’ Preti 49’, 58’ | Marcatori | 68’ Faggin 90’ Bosaglia |

| Arbitro: | Cicoianni (Ascoli Piceno) |

|                 |           |           |
| Coti 87’ (rig.) | Marcatori | 73’ Preti |

| Arbitro: | N. Ayroldi (Molfetta) |

|  |           |               |
|  | Marcatori | 26’ Inverardi |

| Arbitro: | Carraro (Conselve) |

|              |           |  |
| Sonzogni 53’ | Marcatori |  |

| Arbitro: | Pititto (Vibo Valentia) |

|                            |           |           |
| Provenzano 10’ Weffort 57’ | Marcatori | 47’ Zanin |

#### Girone di ritorno
| Arbitro: | Cossero (Udine) |

|                |           |  |
| Salvi 37’, 70’ | Marcatori |  |

| Arbitro: | Manari (Teramo) |

|           |           |                         |
| Giani 67’ | Marcatori | 24’ Onorini 55’ Gennari |

| Arbitro: | Calcagno (Nichelino) |

|                        |           |              |
| Sonzogni 56’ Zanin 87’ | Marcatori | 58’ Vanzetto |

| Arbitro: | Mulonia (Reggio Calabria) |

|  |           |           |
|  | Marcatori | 43’ Salvi |

| Arbitro: | Rigolon (Trento) |

|           |           |  |
| Zanin 81’ | Marcatori |  |

| Brescello 5 marzo 1995 23ª giornata | Brescello          | 0 – 0 | Lumezzane | Stadio Giovanni Morelli\| Arbitro: \| Preschern (Mestre) \| |
| Arbitro:                            | Preschern (Mestre) |       |           |                                                             |

| Arbitro: | Sputore (Vasto) |

|             |           |                   |
| Bertoni 57’ | Marcatori | 23’ (rig.) Comiti |

| Arbitro: | Capozzi (Vicenza) |

|  |           |                        |
|  | Marcatori | 48’ (aut.) Castiglioni |

| Arbitro: | Baglioni (Prato) |

|             |           |                        |
| Menegola 3’ | Marcatori | 31’ Zanin 75’ Sonzogni |

| Arbitro: | Biasutto (Vicenza) |

|          |           |           |
| Zola 82’ | Marcatori | 87’ Sorce |

| Arbitro: | Paparesta (Bari) |

|  |           |          |
|  | Marcatori | 4’ Zanin |

| Arbitro: | Bertini (Arezzo) |

|           |           |               |
| Zanin 77’ | Marcatori | 80’ Casamenti |

| Valdagno 23 aprile 1995 30ª giornata | Valdagno        | 0 – 0 | Lumezzane | Stadio dei Fiori\| Arbitro: \| Manari (Teramo) \| |
| Arbitro:                             | Manari (Teramo) |       |           |                                                   |

| Lumezzane 30 aprile 1995 31ª giornata | Lumezzane                 | 0 – 0 | Cremapergo | Nuovo Stadio Comunale\| Arbitro: \| Mulonia (Reggio Calabria) \| |
| Arbitro:                              | Mulonia (Reggio Calabria) |       |            |                                                                  |

| Arbitro: | Gabriele (Frosinone) |

|           |           |           |
| Zanin 10’ | Marcatori | 50’ Greco |

| Pavia 14 maggio 1995 33ª giornata | Pavia                  | 0 – 0 | Lumezzane | Stadio Pietro Fortunati\| Arbitro: \| Perissinotto (Venezia) \| |
| Arbitro:                          | Perissinotto (Venezia) |       |           |                                                                 |

| Lumezzane 21 maggio 1995 34ª giornata | Lumezzane         | 0 – 0 | Pro Vercelli | Nuovo Stadio Comunale\| Arbitro: \| Innocente (Udine) \| |
| Arbitro:                              | Innocente (Udine) |       |              |                                                          |

### Playoff
| Arbitro: | Acronzio (Teramo) |

|                       |           |               |
| Provenzano 77’ (rig.) | Marcatori | 71’ D'Onofrio |

| Lumezzane 18 giugno 1995 Semifinale - Ritorno | Lumezzane        | 0 – 0 | Pro Vercelli | Nuovo Stadio Comunale\| Arbitro: \| Paparesta (Bari) \| |
| Arbitro:                                      | Paparesta (Bari) |       |              |                                                         |

| Arbitro: | Ercolino (Cassino) |

|                                                    |           |                     |
| Inverardi 12’ (aut.), 14’ (aut.) Marzio 54’ (rig.) | Marcatori | 11’ Salvi 38’ Zanin |

### Coppa Italia

#### Primo turno
| Trento 21 agosto 1994 Andata | Trento | 0 – 3 | Lumezzane | Stadio Briamasco |

| Lumezzane 31 agosto 1994 Ritorno | Lumezzane | 2 – 0 | Trento | Nuovo Stadio Comunale |

#### Secondo turno
| Lumezzane 21 settembre 1994 Andata | Lumezzane | 3 – 0 | Cremapergo | Nuovo Stadio Comunale |

| Crema 5 ottobre 1994 Ritorno | Cremapergo | 0 – 1 | Lumezzane |  |

#### Sedicesimi di finale
| Arbitro: | Rosetti (Torino) |

|                   |           |             |
| Mozzini 8’ (aut.) | Marcatori | 28’ Picasso |

| Arbitro: | Galigani (Perugia) |

|                              |           |           |
| Lunardon 22’ L. Beghetto 60’ | Marcatori | 67’ Zanin |